# Elke Heidenreich
Elke Heidenreich (Korbach, 15 février 1943) est une écrivaine, présentatrice, critique littéraire et journaliste allemande.

## Biographie
Elke Heidenreich a étudié l'allemand, l'histoire du théâtre et les études religieuses à Munich, Hambourg et Berlin.
Heidenreich travaille comme auteur allemand et a écrit plusieurs livres. Elle vit à Cologne.
Elle a écrit des pièces radiophoniques, une chronique dans des magazines, des scénarios pour des comédies télévisées et des livres. Heidenreich est connu en Allemagne comme un artiste de cabaret qui a créé un personnage : Else Stratmann. Elle a été critique littéraire au club de littérature télévisée de la télévision suisse. Elle a reçu une Goldene Kamera en 1981 et un Bambi en 2003 pour sa série « Lire ! », destinée à populariser la littérature de lecture. En 2006, elle a reçu le Prix Adolf-Grimme pour l'œuvre de sa vie à la télévision. En 2011, elle a reçu le prix Corine avec Tom Krausz pour le livre « Dylan Thomas – Waliser. Dichter. Trinker » (Dylan Thomas – gallois, poète, buveur). Son livre pour enfants « Nero Corleone » a été traduit dans de nombreuses langues et a reçu de nombreux prix internationaux. Elle a écrit « Vieil amour » en collaboration avec Bernd Schroeder, avec qui elle était mariée depuis 1972 mais s'est séparée dans les années 1990. Passionnée d'opéra, elle a travaillé pendant 12 ans pour les opéras pour enfants à l'Opéra de Cologne, écrivant des livrets et des livres, faisant découvrir sa culture à un plus large public.